# 烏德宗瓦山脈國家公園
烏德宗瓦山脈國家公園（Udzungwa Mountains National Park）是東非國家坦桑尼亞的國家公園，位於該國中南部，佔地1,990平方公里，成立於1992年，野生動物有400種鳥類、11種靈長類動物。

## 外部連結
- Udzungwa Mountains National Park（页面存档备份，存于）
- Udzungwa Mountains NP
- Hondo Hondo Udzungwa Forest Tented Camp （页面存档备份，存于）